# Hashim al-Atassi
Hashim Bey Khaled al-Atassi, conegut senzillament com a Hashim al-Atasssi (àrab: هاشم الأتاسي, Hāxim al-Atāsī) i també pel sobrenom o làqab d'Abu-l-Jumhuriyya (àrab: أبو الجمهورية, Abū-l-Jumhuriyya, ‘Pare de la República’) (Homs, 1875 - 5 de desembre de 1960), fou un polític sirià, president de Síria diverses vegades (1936-1939, 1950-1951 i 1954).

## Joventut
Va néixer a la ciutat siriana de Homs en la família Atassi ja ancorada en la vida política del país. Va estudiar administració pública a l'acadèmia Mulukiyye de Constantinoble, una universitat prestigiosa reservada a la aristocràcia otomana, i en va sortir diplomat el 1895. Va començar la seva carrera política l'any 1898 a la província otomana de Beirut i, fins al 1918 fou successivament governador de Homs, Hama, Baalbek i Jaffa.
El 1920, després del enfonsament de l'Imperi Otomà, aliat d'Alemanya durant la Primera Guerra Mundial, va ser elegit president del Congrés Nacional Sirià. El 8 de març de 1920, el Congrés va declarar la independència de Síria sota la forma d'una monarquia constitucional amb el haiximita Faisal I com a rei. Va esdevenir primer ministre durant aquest curt període abans de l'ocupació francesa derivada dels acords Sykes-Picot. Al curs del seu mandat, Hashim al-Atassi va tenir com a ministre d'Afers Estrangers a Abd ar-Rahman Shahbandar, un dels líders del moviment nacionalista en lluita contra l'Imperi Otomà durant la Primera Guerra Mundial al que va encarregar de forjar aliances amb l'Europa en l'esperança (finalment decebuda) d'impedir la instal·lació del mandat francès. França va posar aviat final a la independència siriana. L'alt-comissionat Henri Gouraud va donar un ultimàtum al rei Faisal reclamant la cessió d'Alep a l'exèrcit francès, el desmantellament de l'exèrcit sirià, la instauració del franc francès a Síria i la dissolució del govern d'al-Atassi. La resistència va resultar inútil i el govern fou dissolt el 24 de juliol de 1920 després que l'exèrcit francès va derrotar l'exèrcit sirià a la batalla de Maysalun i va mposar el mandat francès.

## El mandat francès
Després de la dissolució del regne de Síria pels francesos, Atassi va fundar l'octubre de 1927 el Bloc Nacional, que havia d'estar a l'avantguarda en la lluita independentista els vint anys següents, preconitzant un combat diplomàtic i no-violent. Hi havia propietaris de terres, advocats, funcionaris, etc. Atassi en va ser elegit president permanent. El 1928 va ser igualment elegit president de l'Assemblea Constituent encarregada de posar a punt la primera constitució republicana de l'estat de Síria. Aquesta assemblea fou dissolta per l'Alt Comissionat francès el maig de 1930 i al-Atassi va ser empresonat pels francesos durant bastants mesos a l'illa de Rouad (Arwad). Després del seu alliberament, es va presentar a la presidència de l'Assemblea l'estiu de 1932 però va perdre la primera volta de les eleccions i es va retirar del segon torn donant el seu suport a Mohammad Ali al-Abid, que va esdevenir president de l'assemblea encara l'estiu de 1932. Entre 1928 i 1932 va representar a Homs com a diputat a l'assemblea.

### Primer president de la República
Atassi va començar per sostenir la presidència d'al-Abid però el 1934 en va quedar decebut quan al-Abid va nomenar dos coneguts sirians favorables a la causa dels francesos en qualitat de primer ministre (l'ex president Tadj al-Din al-Hassani) i president de l'assemblea (l'ex president Subhi Barakat). El 1934, al-Abid va negociar un tractat amb França que assegurava una independència gradual a Síria però guardant l'estat de Latakia i el Djebel Drus sota control francès. Atassi va criticar severament el tractat, al·legant que cap independència no era vàlida si no concernia la totalitat del territori sirià. El Bloc nacional va cridar a seixanta dies de vaga. L'èxit d'aquesta vaga va ser tal que el govern francès es va veure forçar a fer dimitir al primer ministre i reconèixer als líders del Bloc Nacional com únics representants del poble sirià convidant a Hashim al-Atassi a participar en negociacions a París. El 22 de març de 1936, va encapçalar una delegació negociadora del Bloc Nacional i al terme de sis mesos les negociacions van desembocar en un tractat d'independència franco-sirià que garantia la independència al terme d'un període de vint-i-cinc anys, amb la totalitat dels territoris fins aleshores autònoms, al si d'una "Gran Síria". A canvi Síria assegurava que sostindria a França en temps de guerra, li oferia el lliure ús del seu espai aeri i el manteniment de bases militars franceses al territori. Hashim al-Atassi va ser acollit triomfalment al seu retorn a Damasc de 27 de setembre 1936 i saludat com heroi nacional. El novembre es van celebrar eleccions al Parlament i el 21 de desembre de 1936 va ser elegit primer president de la República Siriana succeint a al-Abid que acabava de presentat la dimissió.

### Segona Guerra mundial
Tanmateix, al final de 1938 es va veure clarament que França no ratificaria el tractat (que fou bloquejat al Senat on el Front Popular de França no tenia majoria), per la por d'abandonar les seves "colònies" al Pròxim Orient en el clima bel·licista existent abans de ka Segona Guerra Mundial. Atassi va dimitir el 7 de juliol de 1939 davant els retards dels francesos sobre la qüestió de la independència completa de Síria i la retirada de les tropes franceses. Entre temps, el descontentament popular va esclatar al carrer. Abd ar-Rahman Shahbandar va tornar a Síria i va organitzar protestes contra la incapacitat d'al-Atassi i del Bloc Nacional per assegurar la ratificació francesa del tractat. La dimissió d'al-Atassi va ser també influïda de manera destacada per la decisió de França de cedir la província autònoma siriana d'Alexandreta (l'actual Iskenderun) a Turquia. Es va retirar a la seva ciutat de Homs per un any, refusant de prendre part a la vida política del país. A la seva dimissió van seguir diversos anys de inestabilitat.
Els anys 1940 van ser dominats per la Segona Guerra Mundial i les seves conseqüències. Síria fou ocupada pels britànics i per les forces franceses lliures de Charles de Gaulle que havien de restar al país fins al 1946. Per apaivagar als sirians, De Gaulle va prometre la independència el setembre de 1941. Va anar a trobar a Hashim al-Atassi a Homs i el va convidar a recuperar la presidència, assegurant que França volia escriure una nova pàgina de les seves relacions amb Síria. Atassi va refusar, pretextant que l'experiència recent mostrava que no es podia creure les promeses d'independència franceses. El 1943 va donar suport a l'elecció de Shukri al-Quwatli, un notable de Damasc que hi havia guanyat la seva notorietat durant la seva presidència.
Atassi no va prendre pas part activa a la lluita final per la independència però va sostenir el règim de Quwatli que va durar de 1943 a 1949. El 1947, mentre que Síria afrontava una crisi política perllongada, el president Quwatli va cridar al seu vell mentor a formar un govern d'unitat nacional. En un clima de tensió política i de sentiment d'oposició a Quwatli en els cercles polítics, Atassi no va poder salvar el govern. El març de 1949, el règim fou escombrat per un cop d'Estat fomentat per H usni az-Zaim, que va dirigir un govern militar durant quatre mes fins que aquest fou igualment enderrocat l'agost de 1949. A continuació d'aquests esdeveniments, els líders polítics van apel·lar a un envellit al-Atassi per formar un govern provisional que supervisés les eleccions nacionals i la restauració de la llei civil. Va acceptar i va formar un govern compost de representants de tots els partits polítics, sobretot el Partit Baath de Michel Aflaq que fou nomenat ministre d'agricultura. Sota els auspices d'al-Atassi, es va adoptar una nova llei electoral i les dones van votar per primera vegada a les eleccions del 15-16 de novembre de 1949. Atassi va ser primer ministre d'agost a desembre 1949 fins que una majoria parlamentària el va elegir per un segon mandat a la presidència de la República.

## Segon mandat
El seu segon mandat va ser molt mogut; va heretar el conflicte que oposava els pro-reunificació amb l'Iraq haiximita i els anti. Va sostenir un partit pro-unificació, el Partit del Poble de Nazem Kudsi al que va nomenar primer ministre.
De l'any 1949 a l'any 1951, es van emprendre negociacions amb el govern iraquià sobre la unificació dels dos països. Atassi va rebre a Damasc a personalitats iraquianes com el príncep Abd al-Illah i el rei Faisal per conversar de la unió. Però el cap militar, Adib al-Shishakli, refusava la unió de Síria i l'Iraq haiximita. Al-Shishakli va demanar al president al-Atassi de posar final a les negociacions, però al-Atassi estava decidit i va refusar de sotmetre's a les pressions de l'exèrcit.
Després d'aquest rebuig, el-Shishakli va fer detenir al cap d'Estat-Major d'al-Atassi, Sami al-Hinnawi, als simpatitzants del Partit del Poble i als militars pro-iraquians de l'exèrcit sirià. Shishakli va exigir que el seu braç dret, Fawzi Selu, fos nomenat ministre de defensa, per assegurar-se que la influència pro-iraquiana a Síria no entraria en els quarters militars ni al govern. Al-Atassi va acceptar a contrecor.
Però el desembre de 1951, al-Atassi va nomenar Maruf al-Dawalibi, un membre del Partit del Poble, com a primer ministre, i li va encarregar formar un nou govern. Al-Dawalibi va refusar de confiar el ministeri de defensa a Fawzi Selu, cosa que va suposar un cop d'Estat d'al-Shishakli, que va detenir al primer ministre i tots els membres del Partit del Poble.
Tots els ministres i homes d'Estat pro-haiximites foren arrestats i el parlament dissolt.
El 24 de desembre de 1951, com a protesta, al-Atassi va presentar la seva dimissió al parlament dissolt, refusant de sotmetre-la a al-Shishakli.

### Oposició a al-Shishakli
Durant els anys de govern d'al-Shishakli, al-Atassi era el seu principal oponent, i per ell el règim posat en marxa per al-Shishakli era inconstitucional. Va saber reunir al voltant d'ell tots els polítics pro-haiximites, així com els homes polítics membres de partits que havien estat prohibits, i va organitzar un aixecament nacional.
El febrer de 1954, al-Shishakli va reaccionar detenint a Adnan Atassi, i posant Hashim en residència vigilada.
A continuació d'això algun líders es van amotinar i els dirigents polítics es van mobilitzar contra el règim i va esclatar un aixecament armat a la muntanya Àrab (Djebel Drus).
El règim de el Shishakli va caure el 24 de febrer de 1954.
L'1 de març, al-Atassi va tornar a Damasc i va recuperar les seves funcions de president de la república. Va reconstituir el govern de Maruf al-Dawalibi. Va provar d'esborrar tota traça de la política portada a terme per al-Shishakli.

## Els seus darrers anys
A l'edat de 80 anys, era considerat com un vell president intentant de disminuir la influència de l'exèrcit en la vida política siriana. Va treballar contra els corrents d'esquerra, entre els quals els pro-soviètiques i a la gent que adheria al programa socialista de Gamal Abdel Nasser. Aquests corrents van ser sostinguts per membres del clan Atassi com per exemple Jamal al-Atassi i Nureddine al-Atassi. Va treballar en va perquè la Síria romangués allunyada de l'òrbita socialista egípcia, perquè a diferència de nombrosos caps d'estat àrabs, pensava que Nasser era massa jove, poc experimentat i tenia una visió del món massa ideològica per conduir el món àrab.
Atassi va tenir désaccords amb el seu propi primer ministre, Sabri al-Asali (març-juny de 1954 i febrer-setembre de 1955) que era nasserista, al que acusava de voler transformar Síria en un satèl·lit egipci. El 1955, va estar temptat de signar el Pacte de Bagdad, que pretenia limitar la influència comunista a la regió, però els militars nasseristes de l'exèrcit sirià li van impedir. A continuació es va apropar a l'Iraq haiximita que portava un programa panàrab competidor del de Nasser. Fou així com es va apropar al primer ministre iraquià, Nuri al-Said.
Atassi va canviar diverses vegades de primer ministre, i el novembre de 1954 va nomenar Faris al-Khury que era més moderat que al-Asali, que va durar fins al febrer de 1955 quan Asali va retornar. Atassi va enviar a al-Khury a Egipte per protestar contra la visió hegemònica egípcia sobre el món àrab.

## Herència
Es va retirar de la vida política el setembre de 1955 per raons de salut.
El 1956, el se fill Adnan al-Atassi fou acusat de implicació en una temptativa de cop d'Estat contra el president nasserista, Shukri al-Quwatli. Va ser llavors jutjat i condemnat a mort per traïció. Però per respecte pel seu pare, la seva pena va ser commutada al darrer moment per la d'empresonament a perpetuïtat. Durant l'empresonament del seu fill, Hashim al-Atassi va refusar de visitar-lo en signe de protesta contra la militarització creixent de la vida política siriana.
Hashim va morir el 6 de desembre de 1960 durant la República Àrab unida. El seu enterrement va ser el més gran que mai ha conegut la ciutat de Homs.
Posteriorment dos membres de la família Atassi amb idees polítiques molt diferents de les de Hashim al-Atassi, Luai al-Atassi i Noureddine al-Atassi (d'inspiració pro-soviètica) van exercir el càrrec de cap d'Estat en els anys 1960.